# غوردون س. بوند
غوردون س. بوند (بالإنجليزية: Gordon C. Bond)‏ هو مؤرخ أمريكي، ولد في 1939، وتوفي في 1997.